# Dietmar Schuth

Dietmar Schuth (2008)

Dietmar Schuth (* 2. März 1961 in der Eifel) ist ein deutscher Kunsthistoriker und Kurator.

## Leben
Dietmar Schuth studierte Kunstgeschichte und Germanistik in Heidelberg sowie Archäologie und Theaterwissenschaft in Wien. 1995 promovierte er in Heidelberg über die „Farbe Blau“. Seit 2001 ist er der Künstlerische Leiter des Kunstvereins Worms und seit 2005 auch des Kunstvereins Schwetzingen. Daneben ist Dietmar Schuth als künstlerischer Berater bei diversen Theaterproduktionen in Kiel und Wiesbaden tätig. Die lebenslange Beschäftigung mit der Farbe Blau macht ihn zu einem der führenden Experten in Ikonographie und Naturwissenschaften (Botanik und Zoologie) zu diesem Thema. Für die „Heidelberger Naturfarben“ forschte er systematisch zum Thema Naturfarben und entwickelte einen Naturfarbmalkasten sowie das bis heute ungebrochen populäre „Tinti“ (Badewasserfarben für Kinder).
Einen weiteren Schwerpunkt seiner Tätigkeiten bildet die Erschließung der Architektur des 19. Jahrhunderts sowie die Organisation von Kunst- und Kulturreisen innerhalb Europas, Nahost und Australiens.

## Publikationen
- Das Richard Wagner Festspielhaus Bayreuth. Hg. von Markus Kiesel, nettpress, Köln 2007.
- Erlaub, dass ich ein Irrlicht bitte. In: Franziskus Wendels: In-Side-Out. Hg. v. Galerie Boisserée, Vertrieb Walther König, Köln,
- Im Wege stehend 5. Katalog zur gleichnamigen Ausstellung der Stadt Schwetzingen mit 10 Kunstwerken im öffentlichen Raum.
- Von Orangen und Bananen. In: Thomas Baumgärtel 1997–2007, Kehrer, Heidelberg 2008.
- Thomas Kurowski: Der gläubige Thomas. Katalog zur gleichnamigen Ausstellung im Kunstverein Worms.
- Jeffrey Isaac: Dogs, Devils and Desaster. Katalog zur gleichnamigen Ausstellung im Kunstverein Schwetzingen.
- Orange – Frucht + Farbe. Katalog zur gleichnamigen Ausstellung des Kunstvereins Schwetzingen in der Orangerie des Schwetzinger Schlosses. Hg. v. Dietmar Schuth, 2007.
- Asparagus. Katalog zur Ausstellung Gabi Streile im Kunstverein Schwetzingen, Chateau de Luneville + S. Nicoló in Spoleto. 2007/2008.
- Der Kunstverein heute – gestern. In: Wormser jüdische Künstler, Kunstleben und Kunstförderung  um 1900 bis 1933. Bertha Strauß und Alfred Hüttenbach. Hg.v. Gerold Bönnen. Ausstellungskatalog Jüdisches Museum Worms und Kunstverein Worms. 2007.
- Die Farbe Blau – Versuch einer Charakteristik. LIT, Münster 1995.
- Blaues Wunder blauer Berge. Eine kleine Geschichte der Luftperspektive. In: Der Berg. Hg. v. Hans Gercke, Heidelberger Kunstverein. Kehrer, Heidelberg 2002.
- Es lebe die Natur – Naturfarben für Künstler – ein Forschungsprojekt 1995-96. In: Am Anfang war der Apfel. Braus, Heidelberg 2003.